# 마이크로바롬
음향학에서 마이크로바롬(microbarom) 혹은 속칭 바다의 소리라 함은 대기와 파도의 비선형적 작용으로 인해 생기는 해양 폭풍으로 만들어지는 지구 대기권의 초저주파음 파동들을 의미한다. 보통 진폭이 최대 수 마이크로바인 협대역에 거의 정현파에 가까운 파형을 가지고 있으며 주기는 거의 5초에 가깝다(0.2Hz). 저주파는 지구 대기가 거의 흡수하지 못하기 때문에 마이크로바롬은 대기중에서 수 천 km 넘게 전파될 수 있으며 지구 표면 거의 어디에서든지 감지 장비를 이용해 마이크로바롬을 감지할 수 있다.
마이크로바롬은 포괄적 핵실험 금지 조약에 따라 조직된, 전 세계의 핵폭발을 감시하기 위해 설치한 국제적인 핵폭발 저주파음 탐지기를 방해하는 가장 큰 요인이다. 특히 마이크로바롬이 대략 1kt 위력의 핵폭탄이 내는 주파수 스펙트럼과 겹치므로 핵폭발 탐지에 가장 큰 방해가 된다.

## 역사
이 현상은 사고로 발견되었는데, 바다 하구둑 기상관측소 및 선박에서 일하는 기상학자들이 수소로 가득 채워진 풍선인 표준 기상관측기에 사람이 접근할 때 유달리 고통을 느끼는 것에 주목하였다. 기상 관측대 중 하나인 소련의 기상학자 바실리 블라디미로비치 슐레이킨과 최고 기상학자 V. A. 베레지킨이 처음으로 이 현상을 입증하였다. 이 현상은 과학자들의 이목을 끌어 사람의 귀로는 들리지 않지만 강한 세기를 가진 초저주파음을 감지할 수 있는 기기를 만들었다.
일련의 실험을 통해 1935년 슐레이킨은 이러한 현상의 본질이 바로 "바다의 소리"에서 나온 초저주파음이라는 첫 논문을 발표한다. '마이크로바롬'이라는 단어는 1939년 캘리포니아 공과대학교의 지진학자인 휴고 베니오프와 베노 구텐베르크가 꼭데기에 저주파음 스피커가 장착된 나무상자인 전자기적 미기압계의 관측 결과를 연구하며 처음 발표했다. 이 연구팀은 초저주파음을 지진계에 감지된 미소진동과 연관지으며 이 관측 결과는 동북태평양의 저기압이 만들어낸 것이라고 가정하였다. 1945년 스위스의 지구과학자 L. 섹서는 해상의 폭풍 크기와 마이크로바롬의 파고를 비교하며 둘 사이의 관계를 처음으로 보여주었다. 뒤이어 에릭 S. 포스멘터는 정상파가 나타나는 해양 표면 위의 공기의 중심이 진동하는 것이 마이크로바롬의 근원이며 관측한 마이크로바롬의 주파수와 파도의 주파수 사이의 관계를 보여주었다.

## 이론

서로 반대로 가는 파동이 만나면 파동군이 만들어진다. 파란 파동은 빨간 파동과 검은 파동의 합과 같다. 이 애니메이션에서는 빨간 점과 검정 점이 서로를 향해 느린 속도로 흘러가고 있지만, 둘이 합쳐져서 만들어진 파란 파동은 이보다 훨씬 빠른 속도로 흘러가고 있음을 볼 수 있다.

고립된 해수면의 중량파는 감쇠하는 음파만 방출할 뿐 마이크로바롬을 방출하지는 않는다.
서로 다른 주파수와 방향을 가진 표면파가 상호작용하면 또 다른 파동들이 생겨난다. 거의 같은 속도로 전파되는 파도의 경우 파도의 위상속도보다는 살짝 느린 파동군이 생겨난다. 약 10초 주기를 가진 파도들의 군속도는 10 m/s에 가깝다.
파동의 전파 방향이 서로 반대이면 파동군은 더 빠른 속도로 진행하는데 파수가 각각 k1과 k2인 파도가 상호작용하면 군속도는 2π(f1 + f2)/(k1 − k2)가 된다. 주파수 차이가 매우 작은 파동군들은 음파와 거의 비슷한 정도인 300 m/s 정도까지 수평속도가 높아질 수 있으며 이것들이 공기를 진동해 마이크로바롬을 만들어낼 수 있다.

## 같이 보기
- 미소진동

## 참고 문헌
- Benioff H.; Gutenberg B. (1939). “Waves and currents recorded by electromagnetic barographs”. 《Bull. Am. Meteorol. Soc.》 20 (10): 421. doi:10.1175/1520-0477-20.10.421.
- Saxer, L. (1945). “Electrical measurement of small atmospheric pressure oscillations”. 《Helv. Phys. Acta》 18: 527–550.
- Donn, W.L.; Naini, B. (1973). “Sea wave origin of microbaroms and microseisms”. 《J. Geophys. Res.》 78 (21): 4482–4488. Bibcode:1973JGR....78.4482D. doi:10.1029/JC078i021p04482.